# دیدار بناپارت از قربانیان طاعون در یافا
دیدار بوناپارت از قربانیان طاعون در یافا (به فرانسوی: Bonaparte visitant les pestiférés de Jaffa) یک نقاشی رنگ روغن نئوکلاسیک از آنتوئن ژان گروس است که سال ۱۸۰۴ میلادی کشیده‌شد.
در این نقاشی ناپلئون بوناپارت، در شهر یافا (اکنون در کشور اسرائیل)، در حال بازدید از سربازان مریض ارتش فرانسه نشان داده شده که مبتلا به بیماری طاعون شده‌اند.
هم‌اکنون این اثر در موزه لوور نگهداری می‌شود.